# لفت فور دد ۲
چهار بازمانده ۲ (به انگلیسی: Left 4 Dead 2) یک بازی تیراندازی اول شخص است که توسط کمپانی ولو در سال ۲۰۰۹ ساخته و منتشر شده است. این عنوان دومین بازی از مجموعه لفت فور دد به‌شمار می‌رود.
| گردآورنده | امتیاز                    |
| --------- | ------------------------- |
| متاکریتیک | 89/100 (X360) 89/100 (PC) |

| ناشر           | امتیاز |
| -------------- | ------ |
| دستراکتید      | 9.5/10 |
| اج             | 9/10   |
| یوروگیمر       | 9/10   |
| گیم اینفورمر   | 9.5/10 |
| گیم رولیشن     | B      |
| گیم‌اسپات       | 9.0/10 |
| گیم‌اسپای       | [ ۱۲ ] |
| گیمز ریدار+    | [ ۱۳ ] |
| آی‌جی‌ان         | 9.0/10 |
| VideoGamer.com | 9/10   |